# Anais do Museu Paulista
Anales del Museu Paulista es una publicación del Museo Paulista de la Universidad de San Pablo, Brasil. Fue creada  en 1922 por el entonces director de la institución, Afonso d'Escragnolle Taunay, luego de la creación de la sección de Historia Nacional y Etnografía del museo.

## Historia
El primer número de la publicación vio la luz en 1922, fue editada bajo el nombre de Anais do Museu Paulista entre ese año y 1987, con 35 volúmenes. Cabe destacar que el lanzamiento de los Anais se enmarca en una política editorial de Afonso d'Escragnolle Taunay, con el objetivo de comunicar los trabajos de la recién creada sección de Historia Nacional y Etnografía, así como a la publicación de documentos incorporados al acervo del museo. A la par, pero desde varias décadas antes, el museo contaba con la Revista do Museu Paulista, dedicada inicialmente a la botánica y zoología, para luego incorporar también a la arqueología y la etnografía.
En 1993, el director del museo Ulpiano Bezerra de Meneses lanzó Anais do Museu Paulista, Nova Série, que continúa hasta hoy con el subtítulo: História e Cultura Material, indicando y destacando el alcance temático de la publicación.

## Objetivo
En Presentación de la Nueva Serie, el director de la revista, Ulpiano Meneses, destaca los propósitos de cada una de las secciones de la publicación:

### Debates
En esta sección de apertura, se presenta un texto que aborde aspectos conceptuales y metodológicos que sean controversiales. Acompañando ese primer texto, continúan comentarios de especialistas de diferentes áreas, así como un comentario final del texto inicial en donde dialoga con sus comentaristas.

### Estudios de cultura material
El eje principal de esta sección es la historia de la cultura material de la sociedad brasileña. Se incluyen en este eje todas las aristas que permitan sustentar y enriquecer los estudios en la temática, como por ejemplo enfoques teórico-metodológicos, técnicas, monografías con fines comparativos, etc. Asimismo, se incorporan los aportes que puedan dar disciplinas como 
la antropología, la arqueología histórica, la arqueología industrial, la sociología, la historia del arte, la literatura, la lingüística, la semiótica, la psicología, la economía, la tecnología y la geografía.
En sus orígenes, esta sección se llamaba Estudios e Investigaciones.

### Museos
En esta sección se abordan los museos no desde punto de vista museológico, sino conceptualizándolos como medios institucionalizados que operan en el campo de la cultura material, mediante la transformación de objetos en documentos. Además, se presentan aportes curatoriales vinculados a las exposiciones, estudios públicos, coleccionismo institucional, sistemas documentales y prácticas educativas, entre otras.

### Conservación y restauración
Esta sección reúne artículos que exploran debates conceptuales, investigaciones y técnicas innovadoras en la recuperación de fuentes documentales, especialmente objetos, edificios, paisajes e iconografías.

### Documentos
En esta sección se organizan y disponen fuentes de naturaleza diversa para la problematización de la organización, sistematización y abordaje de las fuentes materiales, visuales y textuales que reciben tratamiento en museos y otras instituciones vinculadas al patrimonio.

## Proceso de publicación
Para su publicación en cualquiera de las secciones, un artículo debe seguir una serie de especificaciones definidas en la web del museo y en el portal de revistas de la Universidad de San Pablo.  Los trabajos pasarán por una selección inicial realizada por el Cuerpo Editorial de la publicación. Una vez que aprueban esta fase, los manuscritos entran en un proceso de evaluación doble ciego por especialistas con al menos grado de doctor en el área o tema del trabajo. Una vez evaluados por los especialistas, los textos que cumplan condiciones son revisados por el Comité Editorial y se define su aprobación con o sin modificaciones o su rechazo. En caso de requerir reformulaciones, el autor tendrá 30 días para atenderlas y reenviar una nueva versión del escrito. 